# Lherm (Lot)
Lherm é uma comuna francesa na região administrativa de Occitânia, no departamento de Lot. Estende-se por uma área de 13,47 km². Em 2010 a comuna tinha 231 habitantes (densidade: 17,1 hab./km²).